# Speedway (album)
Speedway – 32. album studyjny Elvisa Presleya, a zarazem ścieżka dźwiękowa do filmu Wyścigi.

## Lista utworów

### Strona pierwsza
| Utwór | Nagrany    | Tytuł piosenki                  | Twórcy                         | Czas trwania |
| ----- | ---------- | ------------------------------- | ------------------------------ | ------------ |
| 1.    | 20.06.1967 | Speedway                        | Mel Glazer and Stephen Schlaks | 2:10         |
| 2.    | 20.06.1967 | There Ain’t Nothing Like A Song | Joy Byers i Bob Johnston       | 2:06         |
| 3.    | 20.06.1967 | Your Time Hasn’t Come Yet, Baby | Joel Hirschhorn, Al Kasha      | 1:49         |
| 4.    | 20.06.1967 | Who Are You (Who Am I?)         | Ben Weisman i Sid Wayne        | 2:32         |
| 5.    | 21.06.1967 | He’s Your Uncle, Not Your Dad   | Ben Weisman i Sid Wayne        | 2:25         |
| 6.    | 21.06.1967 | Let Yourself Go                 | Joy Byers                      | 2:56         |

### Strona druga
| Utwór | Nagrany    | Tytuł piosenki                         | Twórcy                       | Czas trwania |
| ----- | ---------- | -------------------------------------- | ---------------------------- | ------------ |
| 1.    | 26.06.1967 | Your Groovy Self (śpiew Nancy Sinatra) | Lee Hazlewood                | 2:54         |
| 2.    | 20.06.1967 | Five Sleepy Heads                      | Roy C. Bennett i Sid Tepper  | 1:29         |
| 3.    | 27.05.1963 | Western Union                          | Roy C. Bennett i Sid Tepper  | 2:10         |
| 4.    | 10.09.1967 | Mine                                   | Roy C. Bennett i Sid Tepper  | 2:36         |
| 5.    | 15.01.1968 | Goin’ Home                             | Joy Byers                    | 2:23         |
| 6.    | 20.06.1967 | Suppose                                | Sylvia Dee i George Goehring | 2:01         |